# Thang-ta
Thang-ta er en indisk kampsport; thang-ta betyder sværd og spyd. Det kan spores til det 17. århundrede fra Manipur-provinsen. Thang-ta er et resultat af konflikterne iblandt områdets kongedømmer og Myanmar. En Manipuri-kriger havde således pligt til at gå i krig for sit land. Thang-ta blev også brugt mod englænderne. 
Efter 1950 oplevedes en renaissance af kampkunsten. I dag vinder Thang-ta udbredelse uden for Manipur.
Thang-ta dyrkes typisk i sammenhæng med Sarit-Sarak.